# Richard Heschl

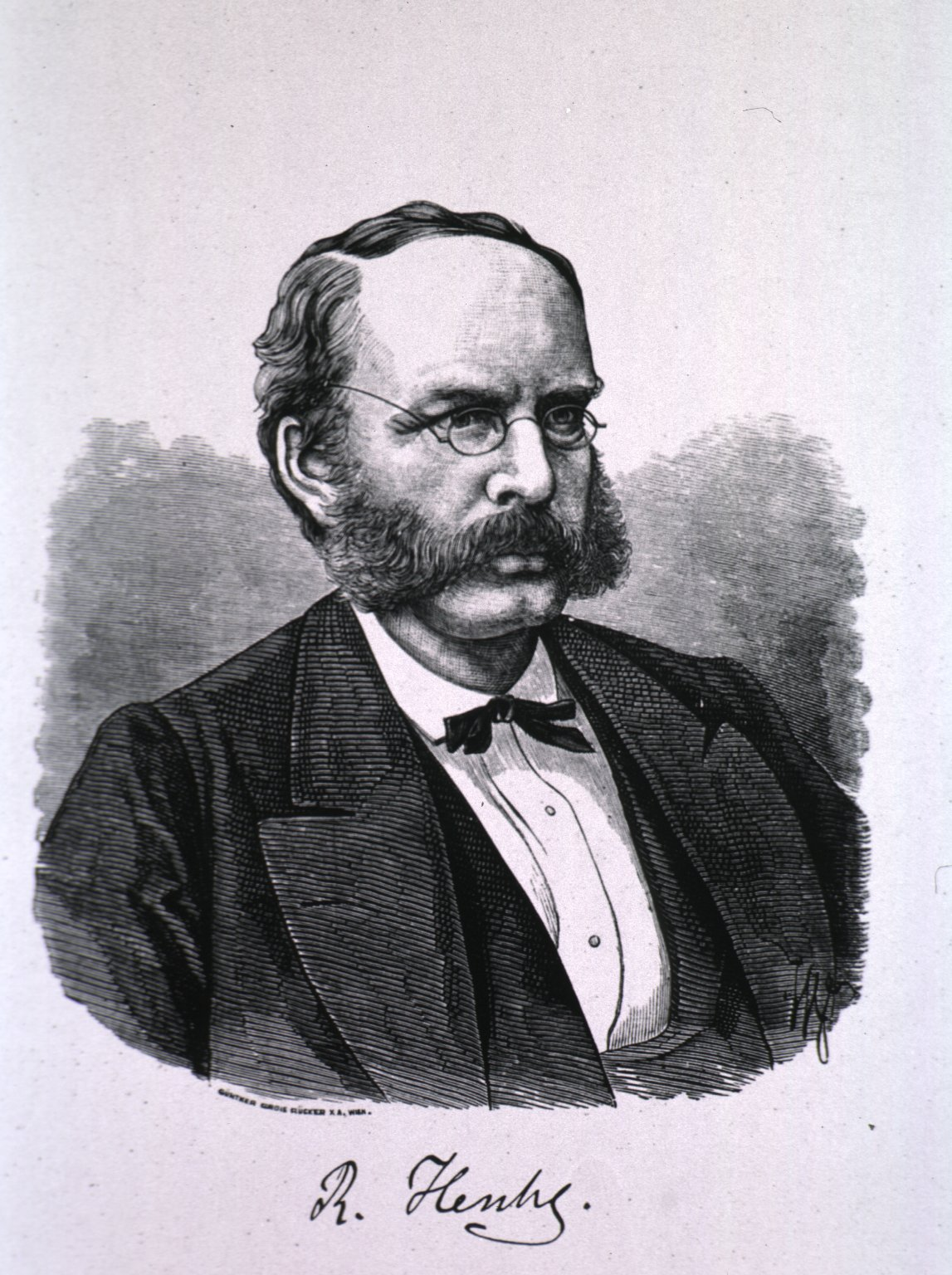
Richard L. Heschl.

Richard Ladislaus Heschl (* 5. Juli 1824 in Welsdorf bei Fürstenfeld (Steiermark); † 26. Mai 1881 in Wien) war ein österreichischer Anatom.

## Leben
Heschl studierte an der Universität Wien und promovierte dort 1849. 1850 wurde er Erster Assistent bei Carl von Rokitansky, 1854 Professor der Anatomie an der medizinisch-chirurgischen Lehranstalt in Olmütz und 1855 Professor der Pathologischen Anatomie an der Jagiellonen-Universität in Krakau.
1861 wurde er Professor an der Grazer medizinisch-chirurgischen Lehranstalt, wo er 1863 zum Ordinarius für Anatomie ernannt wurde. Von 1864 bis 1865 war er Rektor der Universität Graz, wo er ein pathologisch-anatomisches Museum gründete.
1875 wurde er ordentlicher Anatomieprofessor an der Universität Wien.
Nach ihm wurden die „Heschl’sche (Quer-)Windungen“ (lateinisch Gyri temporales transversi; auch: „Heschl’scher Gyrus“) benannt. Die Heschl’schen Windungen befinden sich in der primären Hörrinde.

## Schriften
- Compendium der allgemeinen und speziellen pathologischen Anatomie. Braumüller, Wien 1855; urn:nbn:de:bvb:12-bsb10472475-6 (Digitalisat in der Bayerischen Staatsbibliothek).
- Sections-Technik: Anleitung zur zweckmäßigen Ausführung pathologischer Sectionen und zur Abfassung der Befundscheine für Studirende und Praktische Ärzte, besonders Gerichts-Ärzte. Braumüller, Wien 1859.
- Über die vordere quere Schläfenwindung des menschlichen Grosshirns. Braumüller, Wien 1878; urn:nbn:de:gbv:9-g-4879281 (Digitalisat in der Digitalen Bibliothek Mecklenburg-Vorpommern).